# Maître de Liesborn

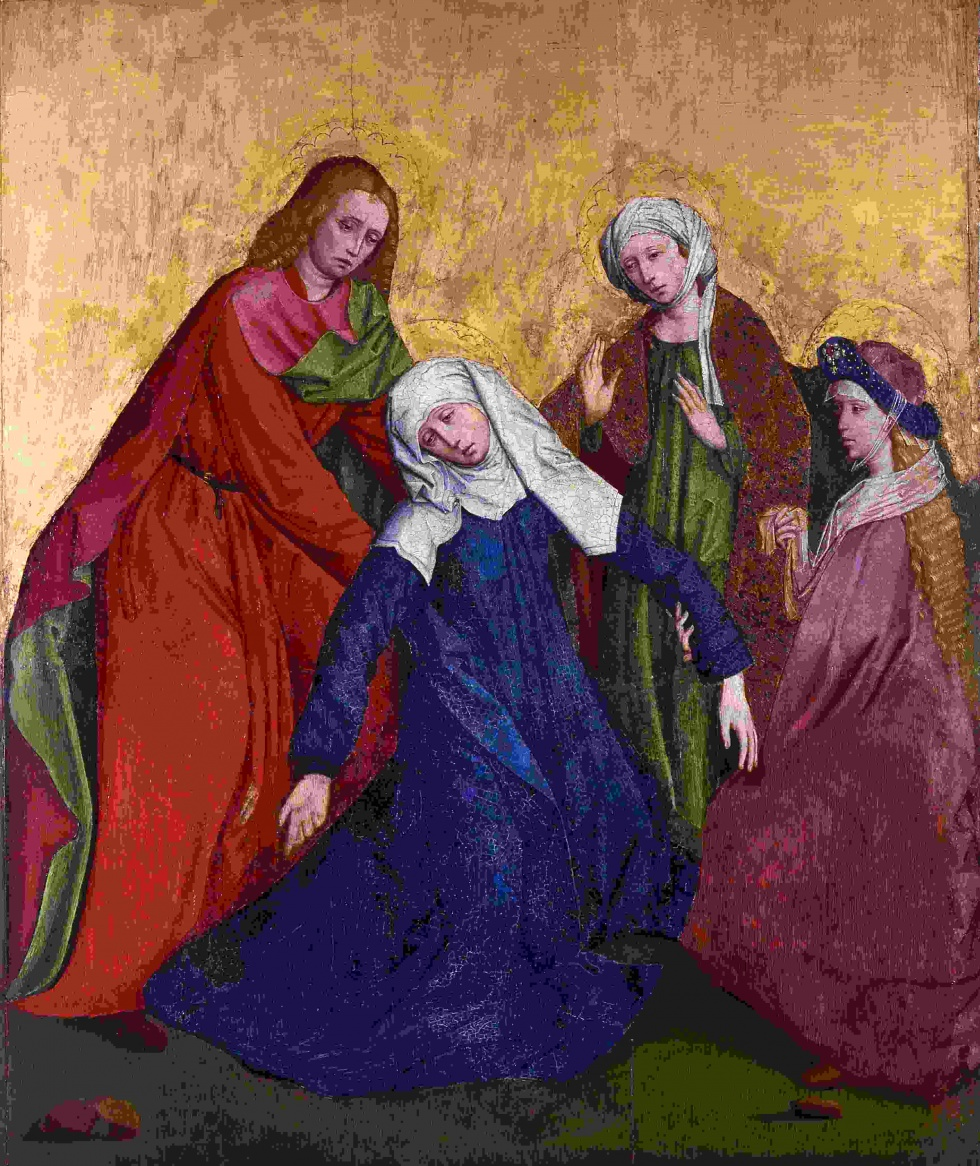
Marie des douleurs, musée de l'ancienne abbaye de Liesborn.

Le Maître de Liesborn est un maître anonyme peintre de Westphalie du XVe siècle dont le nom est inconnu. En 1465, ce peintre a créé un retable pour l'abbaye bénédictine de Liesborn, et de cette œuvre il tire son nom temporaire. D'autres œuvres sont attribuées au même artiste ou à son entourage, notamment un autel de la Vraie Croix. Les panneaux ont été dispersés et même découpés pour certains.

## Style
L'artiste est influencé par l'école rhénane, et par les maîtres brugeois. Il porte le même soin à l'architecture, le paysage, le drapé des tissus, l'expression et la finesse des visages. L'artiste du retable n'a pas le même sens du réalisme que Jan van Eyck, mais sa réputation réside dans la pureté de son dessin et la finesse des images. Que ce soit dans l'Annonciation ou dans la Présentation au temple, la perspective et les volumes du bâtiments sont rendus avec précision. Le même soin est apporté aux drapés et au rendu des tissus, le dallage du temple est varié, et le soin du détail porté jusqu'à représenter, sur les piliers du temple de la présentation, des statues de Moïse et David, considérés conne des ancêtres du Christ et attestant sa lignée royale. Dans la Marie des douleurs, l'expression de Marie, la finesse des visages, le drapé des tissus sont remarquables.

Les deux tableaux intacts du panneau latéral du retable de Liesborn
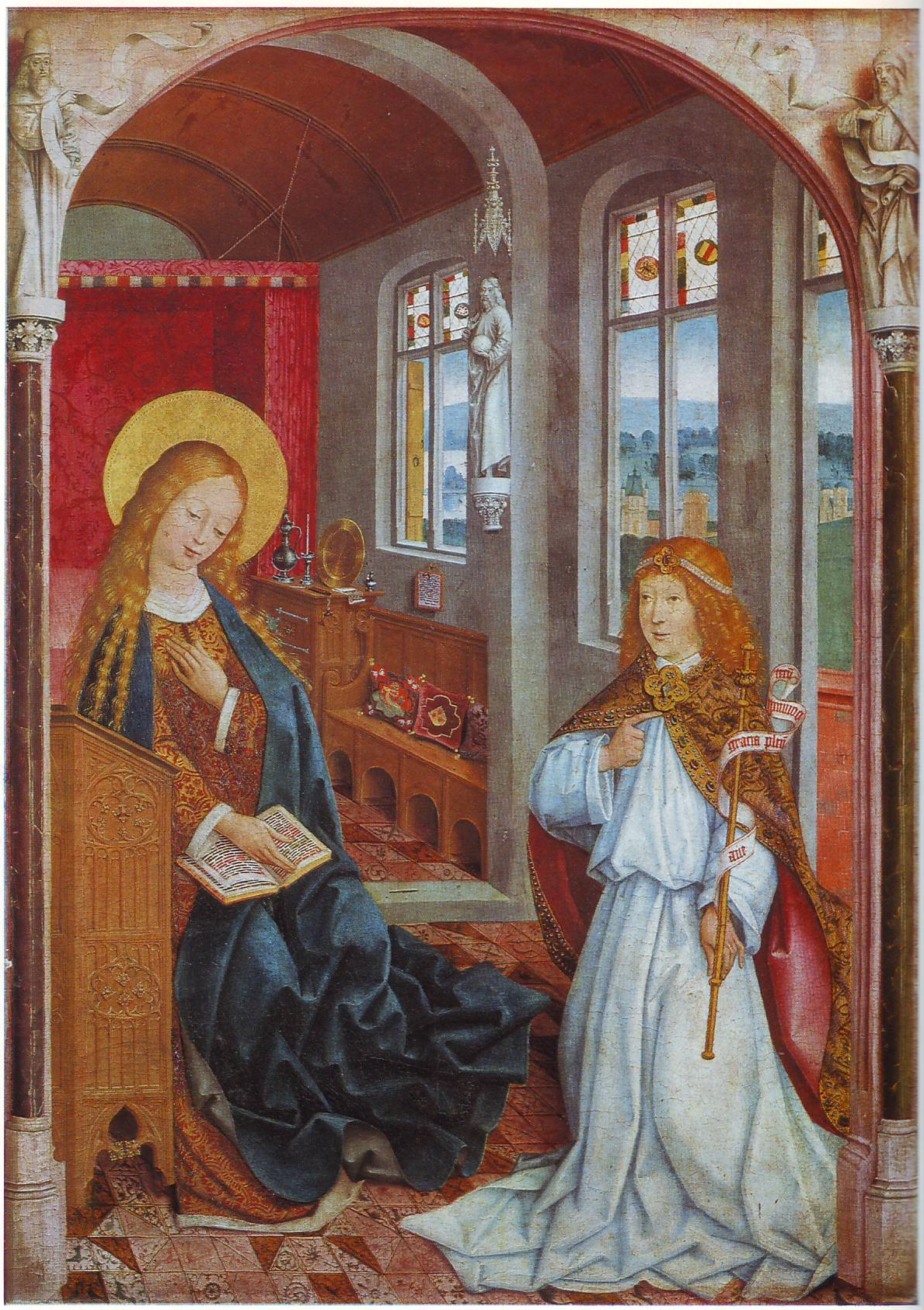
L'Annonciation, National Gallery, London
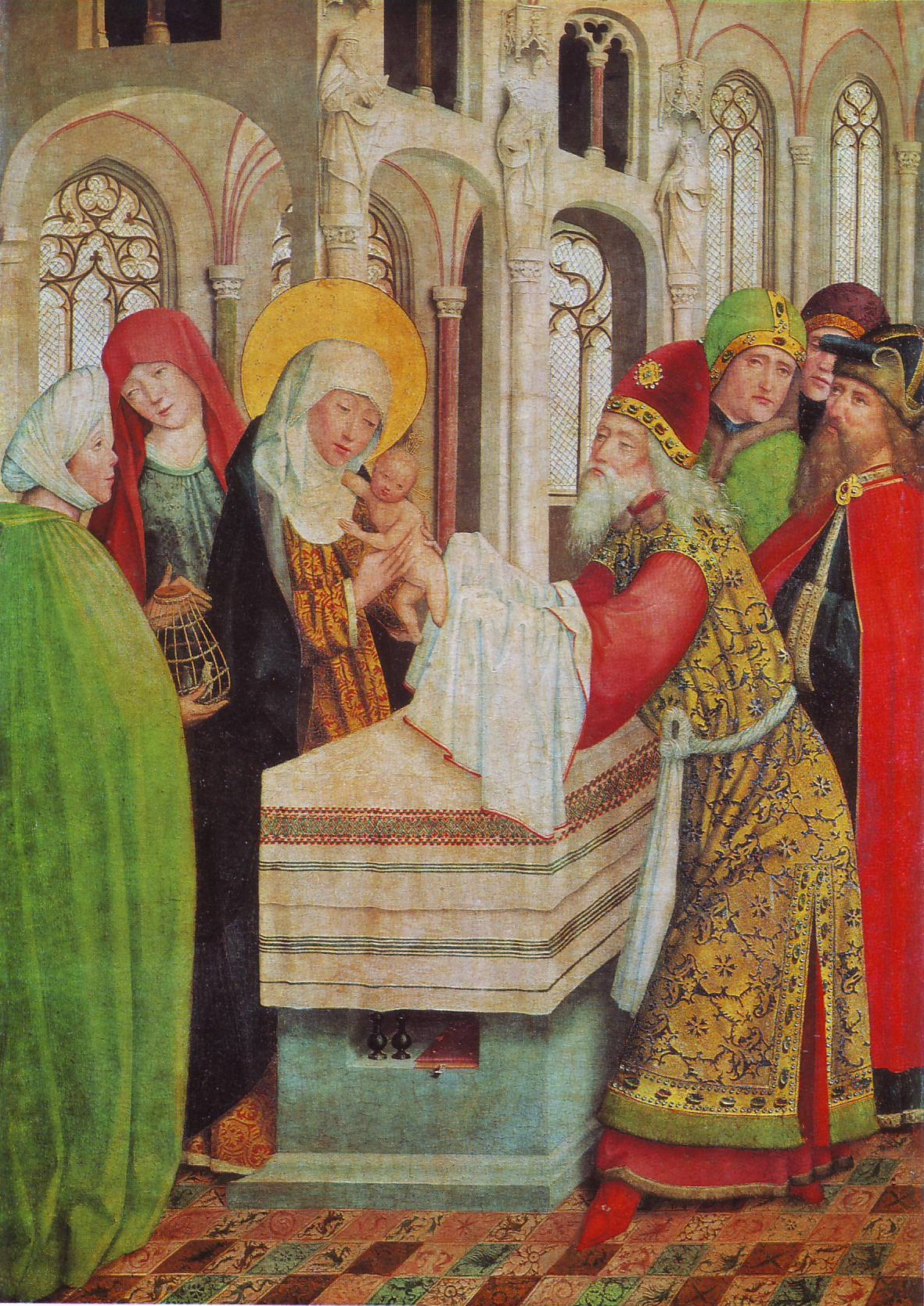
Présentation au temple, National Gallery, London

L'identité de l’artiste a fait l'objet de diverses suppositions. Ainsi, Reinhard Karrenbrock veut l'identifier à Johann von Soest (de), mais cette identification reste incertaine, à la fois pour des raisons documentaires que stylistiques.

## Œuvres

### Retable du maître-autel de Liesborn
Le retable du maître-autel de l’église de Liesborn, qui a donné son nom au peintre, a été béni en 1465 en même temps que d'autres autels secondaires.
Lors de la dissolution du monastère en 1807, l’œuvre a été vendue, divisée, et dispersée. Les parties principales, dont certaines sont fragmentaires, sont conservées maintenant à la National Gallery de Londres, au LWL-Landesmuseum für Kunst und Kulturgeschichte (en) à Münster, et dans des collections privées.
Le retable est de taille importante : l'Annonciation, qui ne couvre que le quart de l'un des deux panneaux, mesure 98,7 × 70,5 cm, ce qui fait, pour le panneau entier, environ 200 × 140 cm. Le retable n'a pas deux ailes rabattables comme habituellement, mais au contraire présente les tableaux alignés les uns à côté des autres. Dans le centre, une Crucifixion, dont l'historien d'art Paul Pieper (de) propose la reconstruction suivante : D'un côté de la croix Marie, avec les saints Côme et Damien, et de l’autre l'apôtre Jean, sainte Scolastique et saint Benoît. Quatre anges recueillent le sang qui goutte des blessures. La tête du Christ est préservée, comme les bustes des saints, divers anges avec des calices en or. Le panneau a été découpé, et n'ont été gardés que la tête du Christ, les quatre anges, et les deux groupes de trois personnes, réduits aux bustes. La tête et les groupes de personnes sont à la National Gallery de Londres, les quatre têtes d'anges sont conservés au LWL-Landesmuseum de Münster.
Sur un panneau latéral, quatre scènes de l'histoire sainte sont peintes sur les panneaux latéraux : un panneau représente l'Annonciation, entièrement conservé et à la National Gallery, un deuxième la Nativité dont il ne reste que les cinq beaux anges, et la tête de Joseph, au Landesmuseum à Münster. De l'Adoration des mages ne subsistent que les rois. Le fragment montrant l'enfant et un roi est à la National Gallery, les têtes des deux autres rois sont au LWL- Landesmuseum à Münster. La Présentation de Jésus au Temple est complète et est à la National Gallery. Cette disposition est remise en cause par Rainer Brandl qui propose une reconstruction plus simple et qui tient mieux compte des panneaux latéraux du retable que Jan Baegert a pu contribuer.

### Retable de la Vraie Croix
Un autre retable, provenant également de l'abbaye de Liesborn, est attribué au même peintre, ou à son atelier. Il s'agit d'un retable d'un autel secondaire, et dont le thème principal est la légende de la vraie croix, telle que relatée par exemple dans La Légende dorée. Le panneau central, conservé au LWL-Landesmuseum, est partagé en deux parties par une bande rouge, et chacune des deux parties contient elle-même deux scènes de l'histoire de la découverte et du retour de la Vraie Croix. En haut à gauche la vision de la croix par l'empereur Constantin guidé par un ange, en dessous la découverte et l'essai des instruments de torture du Christ par Hélène, la mère de Constantin. En haut à droite apparaît le combat entre l'empereur byzantin Héraclius (règne 610-641) et Siroe ou Shirôyé, le prince perse dont le père Khosro II avait ravi la relique de la croix en 614 à Jérusalem. En dessous se trouve le retour triomphal de la croix par l'empereur Héraclius, en 630. Le tableau a donc pour thème le symbole central de la chrétienté et sa relique la plus précieuse, tout en insistant sur l'origine sacrée de la fonction d'empereur.
Les panneaux intérieurs des ailes du retable se trouvent à la National Gallery. Ils représentent chacun un officier de la légion thébaine entouré de deux pères de l'Église : à gauche Maurice d'Agaune le commandant de la légion, avec Grégoire le Grand et saint Augustin, à droite Exupère (un autre officier de la légion thébaine) avec saint Jérôme et saint Ambroise. La partie extérieure de l’aile droite, avec saint Jacques et une donatrice, est au musée de l’abbaye de Liesborn. Initialement plus large, elle a été rétrécie et donc amputée de son autre protecteur. Elle montre aussi des reprises et des retouches plus tardives. L'autre partie extérieure, celle de l'aile gauche, a disparu. Elle devait représenta Marie-Madeleine et saint Jean l'Évangéliste avec un donateur masculin.
On sait que le retable a été béni en même temps que le retable du maître-autel. Il a également été vendu en 1803 lors de la sécularisation. Les deux ailes, fendues en deux, ont été vendues à la National Gallery en 1854; elle n'a gardé que les panneaux intérieurs, et revendu en 1857 les deux panneaux extérieurs. Le panneau du musée de l'abbaye a été acheté en 1970 chez Sotheby's. Le panneau central est resté en Allemagne et a été acquis par Paul Pieper en 1970 pour le LWL-Landesmuseum.

Panneaux latéraux et panneau central du retable de l’autel de la vraie croix
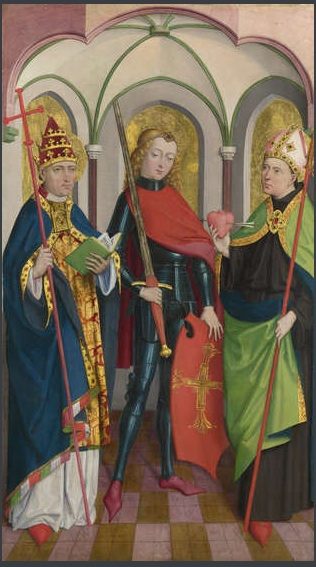
Grégoire Maurice et Augustin
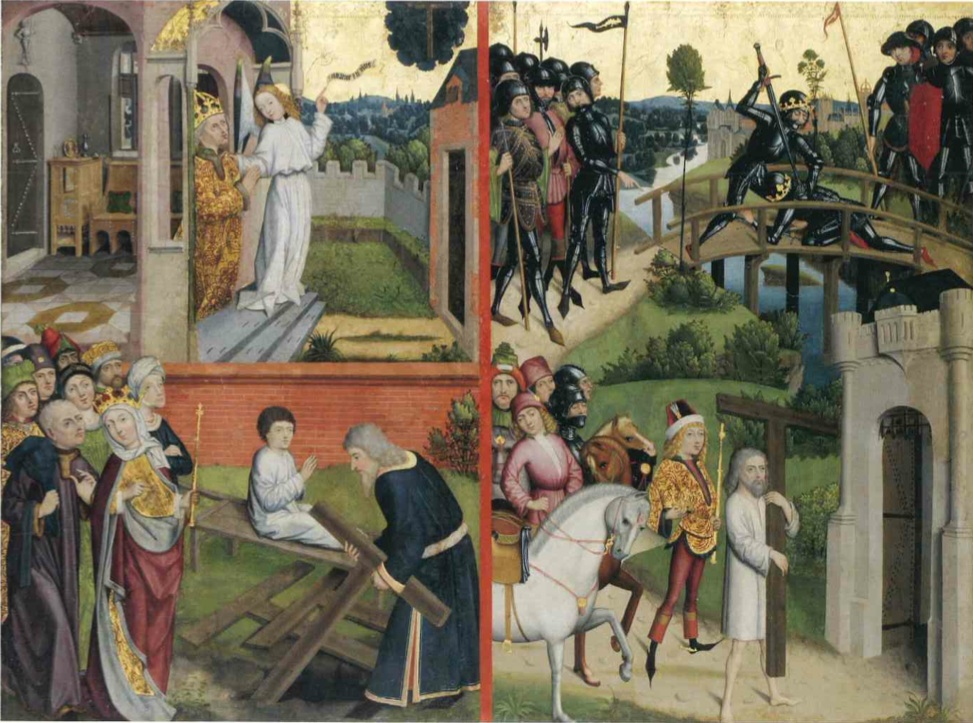
Constantin et la vraie croix
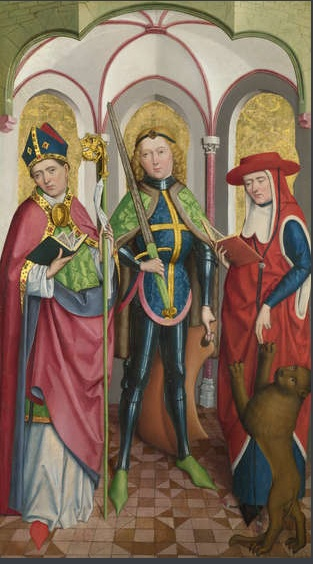
Ambroise Exupère et Jérôme

### Autres œuvres
Ces œuvres sont attribuées à l'atelier ou à l’entourage du maître de Liesborn.

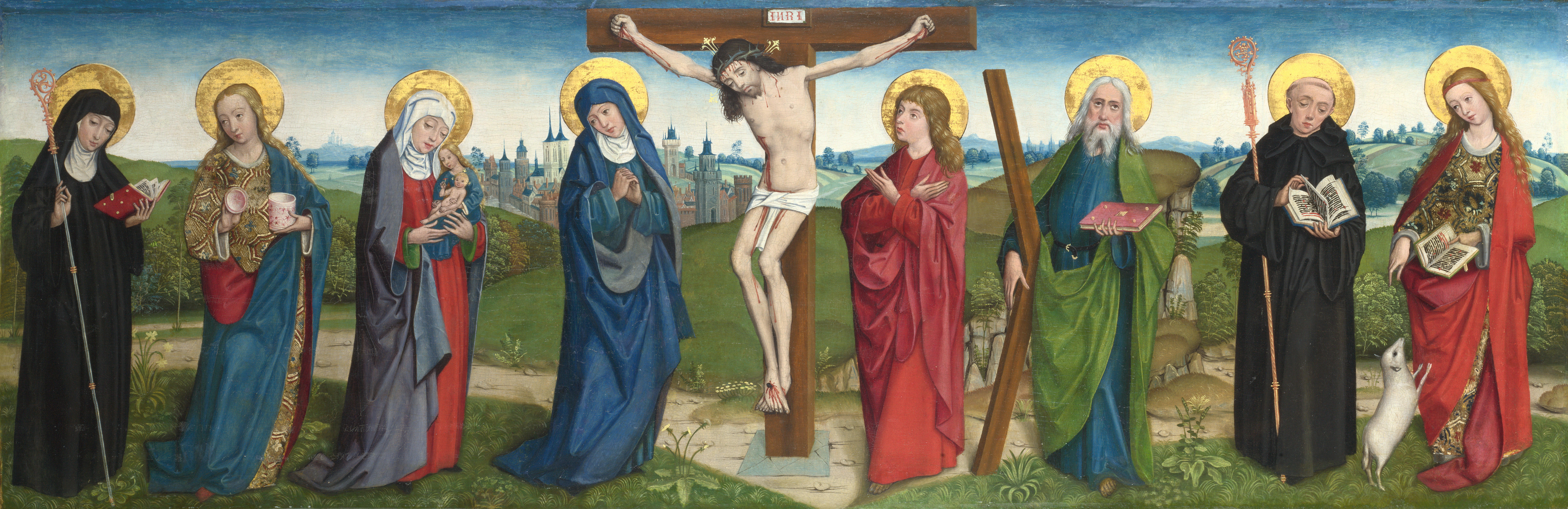
Crucifixion avec des saints. Attribué au maître de Liesborn. National Gallery.

- Crucifixion avec des saints, National Gallery, Londres
 Les figures sont, de la gauche vers la droite : sainte Scholatique, Marie-Madeleine, Anne, Marie, le Christ, Jean l'Évangéliste, l'apôtre André, Benoît, Agnès. Anne est peinte en Selbdritt, avec Marie et l'enfant, André porte a croix, et Agnès est accompagnée de son agneau. Le tableau était peut-être conçu comme prédelle d'un retable de l'abbaye, même s'il ne fait pas partie du maître-autel de l'église. On peut observer le soin avec lequel est restituée la ville à l'arrière-plan.
- Vierge à l'Enfant avec donateur, National Gallery, Londres
Le donateur porte les habits noirs d'un moine bénédictin. La tête du panneau de la National Gallery est peinte sur un morceau de panneau réalisé au XIXe siècle et inséré dans le tableau. L'original de la tête est un fragment conservé au LWL-Landesmuseum. Le tableau est un exemple précoce du type des Madone du rosaire. C'est le panneau central d'un retable du monastère bénédictin de Herzebrock en Westphalie, dont certaines parties sont à Münster. Il a probablement été peint après 1470[8].
- Sainte Dorothée et sainte Marguerite, National Gallery, Londres
 Deux fragments d'un tableau plus large, qui montre probablement la Vierge à l'Enfant dans un jardin entourée des saintes Dorothée, Marguerite, Catherine et Agnès. Ces fragments sont déjà assez grands (80 × 48 cm chacun), ce qui indique que le tableau entier devait être imposant. Sainte Margaruite porte une coiffure de perles. Elle tient un bâton surmonté d'une croix et une chaîne à laquelle est attachée un dragon. Selon la légende, elle l'aurait maîtrisé par un signe de croix. Les panneaux proviennent d'une chapelle de Lippstadt, en Westphalie[9]
- Marie des douleurs, Musée de l'ancienne abbaye de Liesborn
 Fragment d'une crucifixion, initialement dans une église de Liesborn. Fragment einer Kreuzigungsdarstellung ursprünglich aus der Liesborner Kirche. Le panneau, encore de taille importante (91 × 74 cm) a été retouché autour des parties dorées. Il est exposé dans le musée ouvert dans la résidence de l'abbé, sur le lieu même de l'ancienne abbaye, avec la Résurrection et un Saint Jacques avec donatrice, attribués également à l'atelier.
- Résurrection, Musée de l'ancienne abbaye de Liesborn
Le Christ quitte le sarcophage qui traverse le tableau en diagonale. Il lève la main droite en signe de bénédiction, ce qui fait voir sa blessure. De l’autre, il tient le drapeau de la résurrection. Le Christ est vêtu de rouge. Deux gardiens dorment, le troisième est éveillé, et est témoin des événements. Le fond paysagé se termine par un ciel doré. Ce panneau a été peint aux alentours de 1480; il appartient à une aile d'un retable; le tableau devait se trouver sur la face intérieure de l'aile droite, en bas à droite. On ne sait rien de l’origine du retable ni de son devenir[10].

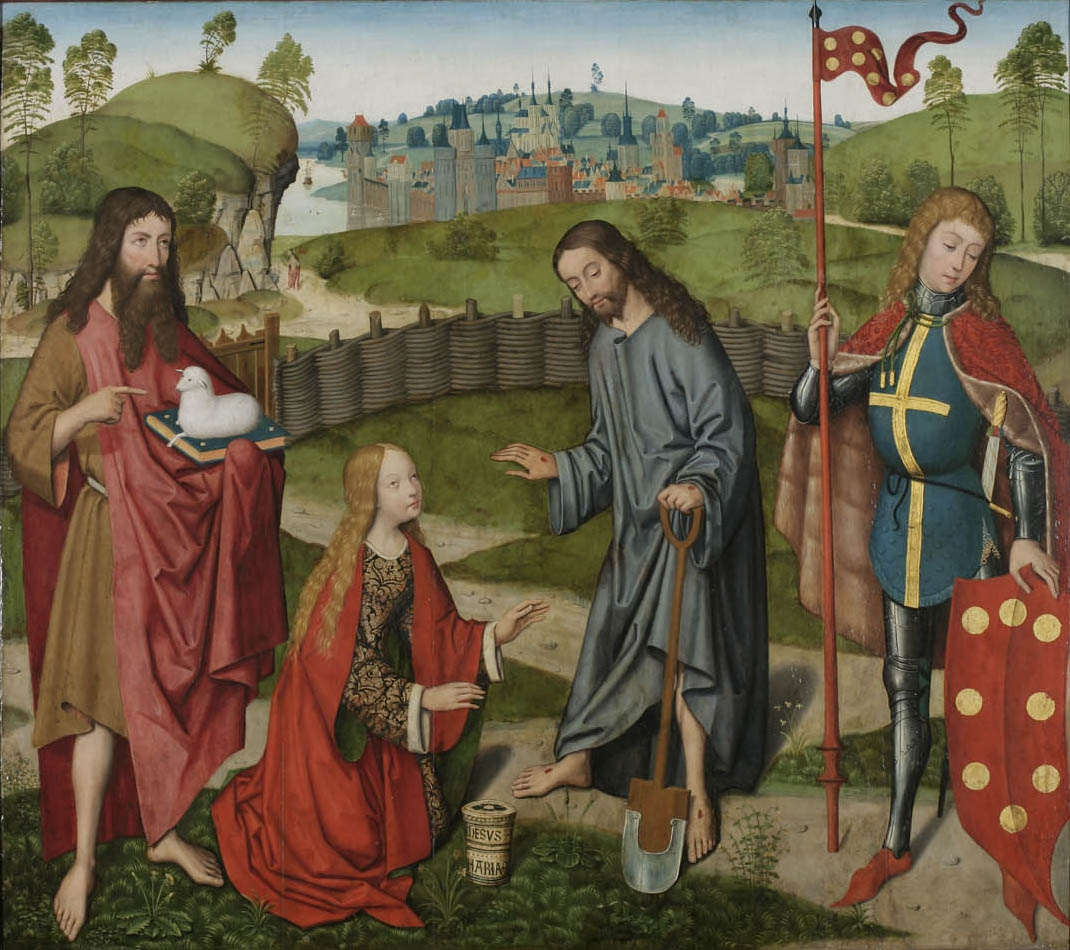
Atelier du maître de Liesborn, Noli me tangere, Münster.

- Noli me tangere, LWL-Landesmuseum, Münster
Ce tableau représente un Noli me tangere, l'apparition du Christ ressuscité devant Marie Madeleine. Elle est agenouillée, vêtue d'une riche robe en brocard, à ses pieds un récipient à onguent en faïence, son attribut traditionnel, qui de plus porte l'inscription « JHESUS - (M)HARIA ». Le Christ, une bêche à la main gauche, est vêtu d'une robe gris-bleu. Il est légèrement penché en avant, et les mains et pieds sont agencés par le peintre de sorte que l'on voie les quatre plaies. À gauche il y a Jean-Baptiste, et à droite Quirin de Neuss. Ce dernier porte une armure et est appuyé sur un bouclier orné de huit boules dorées, le blason d'une famille Stael, peut-être donatrice du tableau. Le fond du tableau montre, dans une nature verdoyante et vallonnée, une ville plutôt rhénane. Le tableau, de grande dimension (140 × 158 cm) est probablement l'aile gauche d'un retable qui était peut-être installé dans l'église Sainte-Walburge de Soest. Le style est très proche du maître de Liesborn. Le soin dans la représentation du paysage, la répartition symétrique des figures, la distance qui les sépare, et la finesse des traits des visages sont autant de signe de cette parenté[11].